# 1789 в Україні

## Події
- Заснування міста Миколаєва Григорієм Потьомкіним.
- Заснування колонії менонітів Ейнлаге (Кічкас) переселенцями зі східної Пруссії.
- Турбаївське повстання (1789—1793)
- Волинська тривога 1789

## Особи

### Народились
- 19 лютого — Антоній (Рафальський) (1789—1848) — Митрополит Новгородський, Санкт-Петербурзький, Естляндський і Фінляндський та прем'єр-член (первенствуючий) Священого Синоду Імперії.
- 6 серпня — Буяльський Ілля Васильович, придворний хірург, бальзамувальник найвищих персон (†1866).
- 20 серпня, Фабр Андрій Якович (1789—1866) — російський державний діяч, цивільний губернатор Катеринославської губернії.
- 6 вересня, Торосевич Теодор (1789—1876) — львівський фармацевт і бальнеохімік вірменського походження; дослідив і описав склад лікувальних вод майже всіх водолікарень Галичини.
- 19 листопада — український історик і мовознавець Михайло Лучкай (1789—1843).
- 19 листопада — Павловський Андрій Федорович (1789—1857) — український математик.
- Бурдзинкевич Федір Іванович (1789—1876) — підполковник, дворянин, учасник франко-московської війни 1812 року у складі Великолуцького полку, міський голова Кургану (1825—1837), Нікополя (1837—1840).
- Коробка Федір Михайлович (1789—1867) — український золотар, цехмейстер київських ювелірів.

### Померли
- 13 січня, Яків Теодор Бернатович (1713—1789) — бурґомістр Львова, вірменин, радник маґістрату та президент міського вірменського суду.
- 26 березня, Йоганн фон Розарович (1739—1789) — австрійський дипломат, консул в Херсоні (1785—1789).
- 24 квітня, Полетика Іван Андрійович (1722—1789) — доктор медицини, професор, директор Санкт-Петербурзького генерального сухопутного госпіталю, керівник Васильківського карантину.
- 7 липня, Десницький Семен Юхимович (1740—1789) — російський юрист, політичний мислитель; вважається першим російським професором в Московському університеті, «патріархом» (засновником) російської юриспруденції.
- 3 листопада, Рігельман Олександр Іванович (1720—1789) — історик України, військовий інженер з німецького шляхетського роду, генерал-майор російської армії.

## Засновані, створені
- Бережанська гімназія
- Київське головне народне училище
- Комплекс монастиря та костелу бернардинів (Луцьк)
- Костел і монастир кармелітів взутих в Топорищі
- Йозефстальський колоністський округ
- Хортицький колоністський округ
- Братениця (Богодухівський район)
- Воєводське (Арбузинський район)
- Григорівка (Пологівський район)
- Кіндрашівка
- Князівка (Березнівський район)
- Козлівка (Піщанський район)
- Кухітська Воля
- Леськівка
- Микитівка (Антрацитівський район)
- Неділкове
- Парутине
- Посад-Покровське
- Слобідка-Кульчієвецька